# 川崎市立犬蔵小学校
川崎市立犬蔵小学校（かわさきしりつ いぬくらしょうがっこう）は、神奈川県川崎市宮前区犬蔵1丁目にある市立小学校。

## 沿革
- 1976年（昭和51年）4月1日 - 開校。
- 2000年（平成12年）7月13日 - この日から8月31日まで、校舎増築工事実施[1]。

## 児童数
- 2022年（令和4年）度時点で1080名。

## 教育目標
めざす学校像「みんな いきいき 楽しい学校」
- 笑顔がいっぱい
- 緑がいっぱい
- 活気がいっぱい
- 思いやりのある子どもを育てる
- 明るく仲良しの子どもを育てる
- 進んで学ぶ子どもを育てる
- がんばる子どもを育てる

## 通学区域
出典
- 宮前区
  - 犬蔵1丁目（全域）
  - 犬蔵2丁目（全域）
  - 犬蔵3丁目（1番～7番、8番27号、9番18号～9番20号、10番以降）
  - 菅生5丁目（23番1号～23番29号）
  - 菅生6丁目（1番～32番、35番34号～35番40号、36番21号～36番23号、37番）
  - 初山2丁目（17番～22番、23番45号～23番47号、27番、29番）
- なお、犬蔵2丁目3番～9番については、鷺沼小学校へ指定変更可能[3]。

## 主な進学先
出典
- 川崎市立犬蔵中学校

## 周辺
- 川崎市道向ヶ丘遊園駅菅生線
- 南菅生公園
- 川崎市消防局宮前消防署犬蔵分団
- 川崎市立犬蔵中学校
- 宮前スポーツセンター
- 東名高速道路
- このほか、宮前平コートステージなどのマンション・アパートなども点在する。

## 交通
- 川崎市営バス「溝15」・「溝16」、「た83」の各系統、東急バス「た83」系統で、「犬蔵小学校前」バス停下車。